# Acéso
Dans la mythologie grecque, Acéso est la déesse du processus de guérison et une des 6 filles d'Asclépios, dieu de la médecine, et d'Épione, déesse de la santé, avec Hygie, Iaso, Panacée, Méditrine, et Églé.

## Famille

### Ascendance
Acéso a pour parents Asclépios, le dieu de la médecine, et son épouse Épione, déesse de la santé. Elle est aussi, de par son père, petite-fille d'Apollon (dieu du soleil, des arts et de la médecine) et de la mortelle Coronis.
Cependant, les représentations de la famille ne sont pas toujours consistantes ; Acéso, comme ses sœurs, apparaissant ainsi parfois comme l'épouse d'Asclépios et non sa fille.

### Fratrie
Sœurs d'Acéso
- Les cinq sœurs d'Acéso sont:
  - Panacée (les remèdes, la médecine curative),
  - Iaso (récupération d'une maladie),
  - Hygie (santé, propreté et hygiène),
  - Églé (beauté, santé rayonnante -surtout après une maladie),
  - Méditrine (la guérisseuse - déesse romaine).

Les sœurs, toutes les six déesses, interprètent donc diverses facettes de l'art d'Apollon. Asclépios et ses filles appartiennent en effet à la lignée d'Apollon, dieu de l'intelligence rationnelle, qui préfigure déjà la science telle qu'on la concevra plus tard en Occident.
Méditrine diffère de ses sœurs en ce que la déesse faisait partie des di indigetes, dieux d'origine de la religion et de la mythologie romaines primitives, et fut donc plus tardivement intégré au panthéon grec. 
Frères d'Acéso
- Les trois frères d'Acéso sont :
  - Machaon, chirurgien, qui combattit à Troie avec son frère Podalire et a été tué par Euripile ;
  - Podalire, médecin généraliste ;
  - Télesphore, dieu de la convalescence.

Contrairement à leurs sœurs, les deux premiers frères d'Acéso sont mortels, médecins pour le camp grec lors de la guerre de Troie. Télesphore quant à lui, troisième fils d'Asclépios et Épione, était à l'origine un dieu de la mythologie celtique avant d'être intégré au culte d'Asclépios,.